# Шпаковська вулиця (Житомир)
Шпаковська вулиця — вулиця в Богунському районі Житомира. Годонімові повернуто історичну назву та надано статус вулиці в 2016 році.

## Історія
До 20 травня 2016 року мала назву «провулок Цюрупи».
Відповідно до розпорядження голови Житомирської ОДА перейменована на Шпаковську вулицю.